# Bosc-le-Hard
Bosc-le-Hard és un municipi francès situat al departament del Sena Marítim i a la regió de Normandia. L'any 2007 tenia 1.438 habitants.

## Demografia

### Població
El 2007 la població de fet de Bosc-le-Hard era de 1.438 persones. Hi havia 586 famílies de les quals 169 eren unipersonals (31 homes vivint sols i 138 dones vivint soles), 200 parelles sense fills, 189 parelles amb fills i 28 famílies monoparentals amb fills.
La població ha evolucionat segons el següent gràfic:
Habitants censats

### Habitatges
El 2007 hi havia 623 habitatges, 584 eren l'habitatge principal de la família, 8 eren segones residències i 31 estaven desocupats. 481 eren cases i 90 eren apartaments. Dels 584 habitatges principals, 350 estaven ocupats pels seus propietaris, 224 estaven llogats i ocupats pels llogaters i 11 estaven cedits a títol gratuït; 50 tenien una cambra, 33 en tenien dues, 83 en tenien tres, 152 en tenien quatre i 265 en tenien cinc o més. 480 habitatges disposaven pel capbaix d'una plaça de pàrquing. A 305 habitatges hi havia un automòbil i a 178 n'hi havia dos o més.

### Piràmide de població
La piràmide de població per edats i sexe el 2009 era:
| Homes | Edats   | Dones |
| ----- | ------- | ----- |
| 0     | 95 o +  | 0     |
| 4     | 90 a 94 | 4     |
| 16    | 85 a 89 | 28    |
| 16    | 80 a 84 | 24    |
| 28    | 75 a 79 | 44    |
| 16    | 70 a 74 | 44    |
| 72    | 65 a 69 | 44    |
| 28    | 60 a 64 | 40    |
| 8     | 55 a 59 | 16    |
| 44    | 50 a 54 | 32    |
| 28    | 45 a 49 | 48    |
| 48    | 40 a 44 | 44    |
| 60    | 35 a 39 | 44    |
| 44    | 30 a 34 | 32    |
| 32    | 25 a 29 | 56    |
| 28    | 20 a 24 | 32    |
| 68    | 15 a 19 | 24    |
| 56    | 10 a 14 | 40    |
| 52    | 5 a 9   | 56    |
| 32    | 0 a 4   | 40    |

## Economia
El 2007 la població en edat de treballar era de 831 persones, 577 eren actives i 254 eren inactives. De les 577 persones actives 541 estaven ocupades (294 homes i 247 dones) i 38 estaven aturades (19 homes i 19 dones). De les 254 persones inactives 78 estaven jubilades, 75 estaven estudiant i 101 estaven classificades com a «altres inactius».

### Ingressos
El 2009 a Bosc-le-Hard hi havia 607 unitats fiscals que integraven 1.498 persones, la mediana anual d'ingressos fiscals per persona era de 17.039 €.

### Activitats econòmiques
Dels 93 establiments que hi havia el 2007, 2 eren d'empreses alimentàries, 13 d'empreses de construcció, 31 d'empreses de comerç i reparació d'automòbils, 4 d'empreses de transport, 5 d'empreses d'hostatgeria i restauració, 7 d'empreses financeres, 2 d'empreses immobiliàries, 9 d'empreses de serveis, 13 d'entitats de l'administració pública i 7 d'empreses classificades com a «altres activitats de serveis».
Dels 28 establiments de servei als particulars que hi havia el 2009, 1 era una oficina de correu, 3 oficines bancàries, 2 tallers de reparació d'automòbils i de material agrícola, 2 autoescoles, 3 paletes, 1 guixaire pintor, 1 fusteria, 4 lampisteries, 3 electricistes, 3 perruqueries, 1 veterinari, 1 restaurant, 1 tintoreria i 2 salons de bellesa.
Dels 12 establiments comercials que hi havia el 2009, 2 eren supermercats, 1 una botiga de menys de 120 m², 2 carnisseries, 1 una botiga de congelats, 2 llibreries, 1 una botiga d'electrodomèstics, 1 una botiga de material de revestiment de parets i terra i 2 floristeries.
L'any 2000 a Bosc-le-Hard hi havia 24 explotacions agrícoles que ocupaven un total de 988 hectàrees.

## Equipaments sanitaris i escolars
El 2009 hi havia 1 farmàcia i 1 ambulància.
El 2009 hi havia una escola elemental.

## Poblacions més properes
El següent diagrama mostra les poblacions més properes.